# ルーベナール
ルーベナール（フラマン語: Leuvenaar/Leauvenaar）は、ベルギーにかつて存在した、黒い中型の牧羊犬である。名前は「ルーヴェンの犬」という意味で、ブラバント地方に広く見られたという。
ルーベナールは一説では、スキッパーキの祖先と考えられている。また、ベルジアン・シェパード・ドッグ・グローネンダールの祖先ともなったという説もある。その説によれば、小さめのルーベナールが改良されて作られたのがスキッパーキであり、大きめのものが大型化されたのがグローネンダールという。
詳細は不明だが、体重10〜12kgの中型の犬で、黒い被毛を持ち、立ち耳のオオカミに似た容姿であったという。家畜の番やさまざまな仕事をこなす牧羊犬として用いられた。